# Giuliano Bernardi
Giuliano Bernardi (Ravenna, 21 december 1939 – aldaar, 4 juni 1977) was een Italiaanse operabariton en -tenor.

## Biografie
Bernardi studeerde af in zang aan het Conservatorio Statale di Musica "G. Rossini" in Pesaro. Vervolgens studeerde hij bij de gepensioneerde bariton Antonio Gelli. Hij maakte zijn debuut als bariton in oktober 1968 in Mantua in de titelrol van Verdi’s opera Rigoletto nadat hij het internationale concours Als.Li.Co (Associazione Lirica e Concertistica) had gewonnen. Hij zong in vele Italiaanse operahuizen en in de tussentijd won hij andere internationale concoursen, zoals:
- in 1971 het Concorso Achille Peri;
- eveneens in 1971 het Concorso internazionale Voci Verdiane (een internationale wedstrijd in het leven geroepen door de RAI), met Katia Ricciarelli; en
- in 1972 het Concorso Internazionale per Cantanti "Toti Dal Monte", met Ghena Dimitrova.

Luciano Pavarotti hoorde hem en vond dat hij een goede dramatische tenor zou zijn.
Bernardi besloot tenor te worden en studeerde met maestro Arrigo Pola en maestro Ettore Campogalliani. Hij maakte zijn debuut als tenor in 1975 in Florence, in de rol van Macolm in Verdi's opera Macbeth. In 1976 nam hij Macbeth in de studio in Londen op met José Carreras, Sherrill Milnes en Ruggero Raimondi, eveneens in de rol van Malcolm. Hij maakte zijn werkelijke debuut in Spanje, in de hoofdrol van Manrico in Verdi's Il trovatore. Eind december 1976 zong hij in Chicago en Pittsburgh in concerten met Pavarotti. Hij was bezig met de voorbereiding van de titelrol in Verdi's Otello toen een dodelijk auto-ongeluk zijn carrière beëindigde op de leeftijd van 37 jaar.

## Repertoire
Bariton
- Giuseppe Verdi: Rigoletto
- Giuseppe Verdi: Un ballo in maschera
- Giuseppe Verdi: La traviata
- Giacomo Puccini: La bohème
- Ruggiero Leoncavallo: Pagliacci

Tenor
- Giuseppe Verdi: Il trovatore
- Giuseppe Verdi: Macbeth
- Giuseppe Verdi: La traviata